# Caius Martius Coriolanus
Caius Martius Coriolanus (vagy Coriolanus Marcius) római tábornok Az időszámításunk előtti 5. században élt. Római patrícius családból származott. Bátorságával már ifjúkorában kitűnt: a volszk Corioli város elfoglalása jórészt neki tulajdonítható. E „hőstettéért” megkapta a Coriolanus nevet és kinevezték tábornokká. Titus Livius és Plutarkhosz örökítették meg életének történetét, amely alapja volt William Shakespeare Coriolanus című tragédiájának.

## Élete
Plutarkhosz szerint Coriolanus képviselte a római arisztokráciát. Tábornokként, a város katonáit vezetve, sikeresen legyőzte a volszkiakat. E győzelem után – megnyerve a patríciusok támogatását a római szenátusban – el akarta venni a plebejusok demokratikus jogait. Ezzel sok ellenséget szerzett magának. Coriolanust megvádolták és elítélték a köz vagyonának elsikkasztása miatt, majd száműzték Rómából. A száműzött tábornok a „hálátlan” Róma ellen fordult és a volszkiakkal kötött szövetséget.
Plutarkhosz szerint Coriolanus koldus álruhába öltözve ment Tullius házába. Ketten meggyőzték a volszkokat, hogy a fegyverszünetet figyelmen kívül hagyva támadják meg Rómát. Amikor Coriolanus és a volszkiak megfenyegették a várost, római asszonyok és gyerekek, beleértve Coriolanus feleségét és anyját, próbálták meggyőzni őt, hogy hívja vissza katonáit. Anyját és feleségét látván Coriolanus megenyhült és visszahívta csapatait Róma határából, őmaga pedig visszavonult Tullius házába.

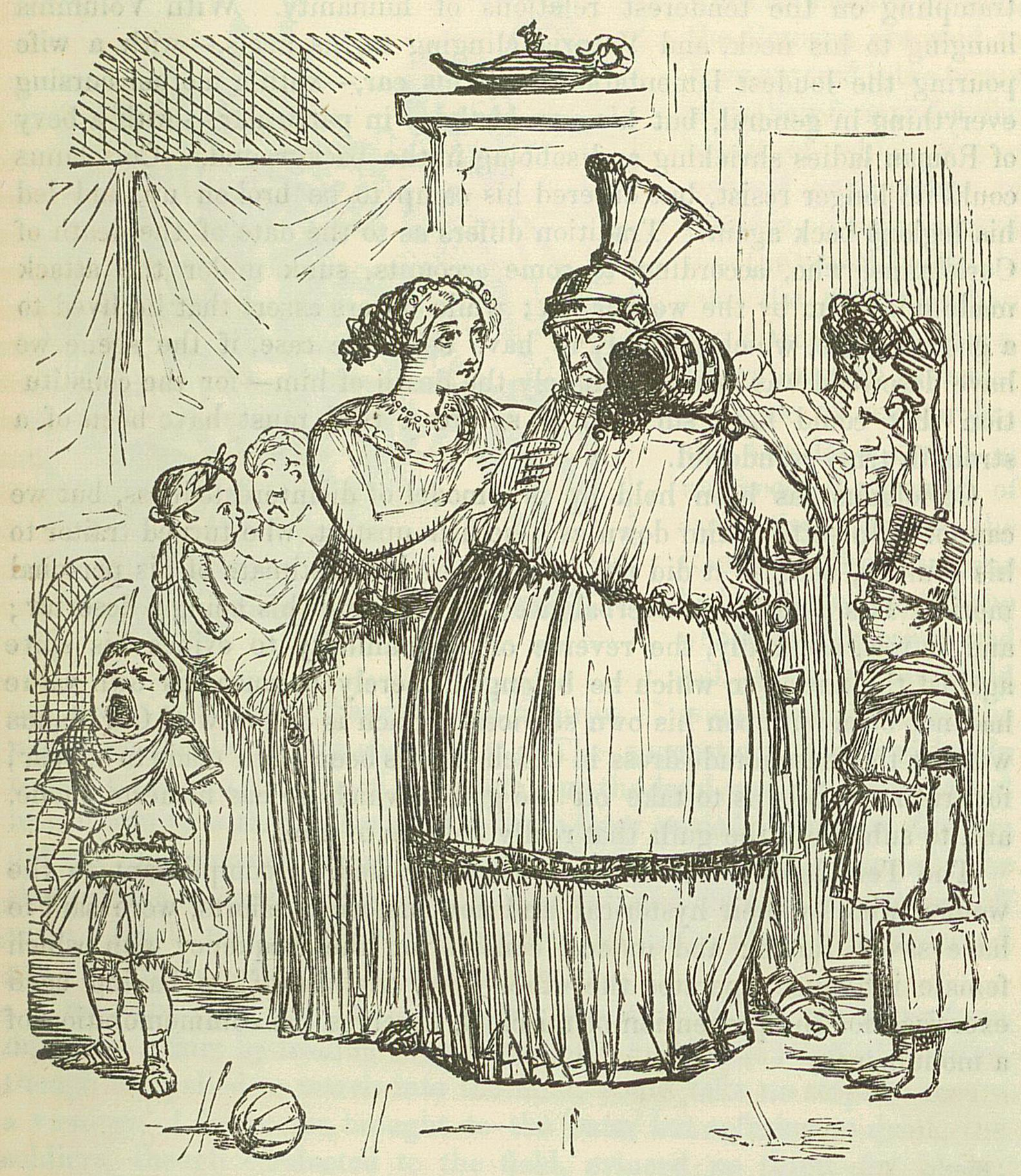
19. századi karikatúra Coriolanusról és családjáról

Coriolanus ezzel a tettével elérte, hogy a rómaiak és a volszkok is hűtlenséggel vádolták. Tullius támogatókat keresett, hogy Coriolanust próba elé állítsák a volszkiak által, de mielőtt a próba befejeződött volna, Tullius megölette őt.

## Modern kételkedés
A korabeli történészek által elmesélt Coriolanus története erkölcstanító mese, amely megjeleníti az egyénre és a csoportra gyakran jellemző hűtlenséget és hálátlanságot. A történet mai szemmel nézve legenda a történészek szemében, talán annak igazolására, hogy a volszkok többször is győzedelmeskedtek a rómaiak felett. A legenda szerint az önbecsülésüket megőrizni akaró és életben maradt rómaiak úgy vélték, hogy a vereségük egy római árulónak köszönhető, aki az ellenséget vezette. A mítosz megerősítette a rómaiakat abban a hitben, hogy hadseregük erős, és ezt a hitet az általuk hangoztatott kijelentés is igazolta: „Csak egy volt római tudna vereséget mérni Rómára”.
Nem tudni, hogy Coriolanus történelmi figura volt-e vagy sem. A monda szerint az 5. század boldogtalan és sötét volt, mert Róma létét ellenségek (többek között volszkok) fenyegették.

## Fordítás
Ez a szócikk részben vagy egészben  a   Gaius Marcius Coriolanus című angol Wikipédia-szócikk fordításán alapul.  Az eredeti cikk szerkesztőit annak laptörténete sorolja fel. Ez a jelzés csupán a megfogalmazás eredetét és a szerzői jogokat jelzi, nem szolgál a cikkben szereplő információk forrásmegjelöléseként.